# Marduk-szuma-usur
Marduk-szuma-usur (akad. Marduk-šuma-ușur) − babiloński książę, syn Nabuchodonozora II (604-562 p.n.e.). Wymieniony jako syn królewski (akad. mār šarri) w dwóch dokumentach z 40. i 42. roku panowania jego ojca.